# Daschdsewegiin Otschirsüch
Daschdsewegiin Otschirsüch (mongolisch Дашзэвэгийн Очирсүх, * 7. Dezember 1977) ist ein ehemaliger mongolischer Skilangläufer.
Otschirsüch startete international erstmals bei den Winter-Asienspielen 1996 in Harbin. Dort belegte er jeweils den 17. Platz über 15 km Freistil und über 10 km klassisch. Bei seiner einzigen Olympiateilnahme im Februar 1998 in Nagano lief er auf den 90. Platz über 10 km klassisch. Im folgenden Jahr errang er bei den Winter-Asienspielen 1999 in Gangwon den 16. Platz über 30 km Freistil und den 14. Platz über 15 km klassisch. Bei der Winter-Universiade 2001 in Zakopane kam er auf den 82. Platz über 10 km Freistil und auf den 81. Rang über 10 km klassisch.